# Locoal-Mendon
Locoal-Mendon is een gemeente in het Franse departement Morbihan (regio Bretagne). De plaats maakt deel uit van het arrondissement Lorient. Locoal-Mendon telde op 1 januari 2022 3.529 inwoners.

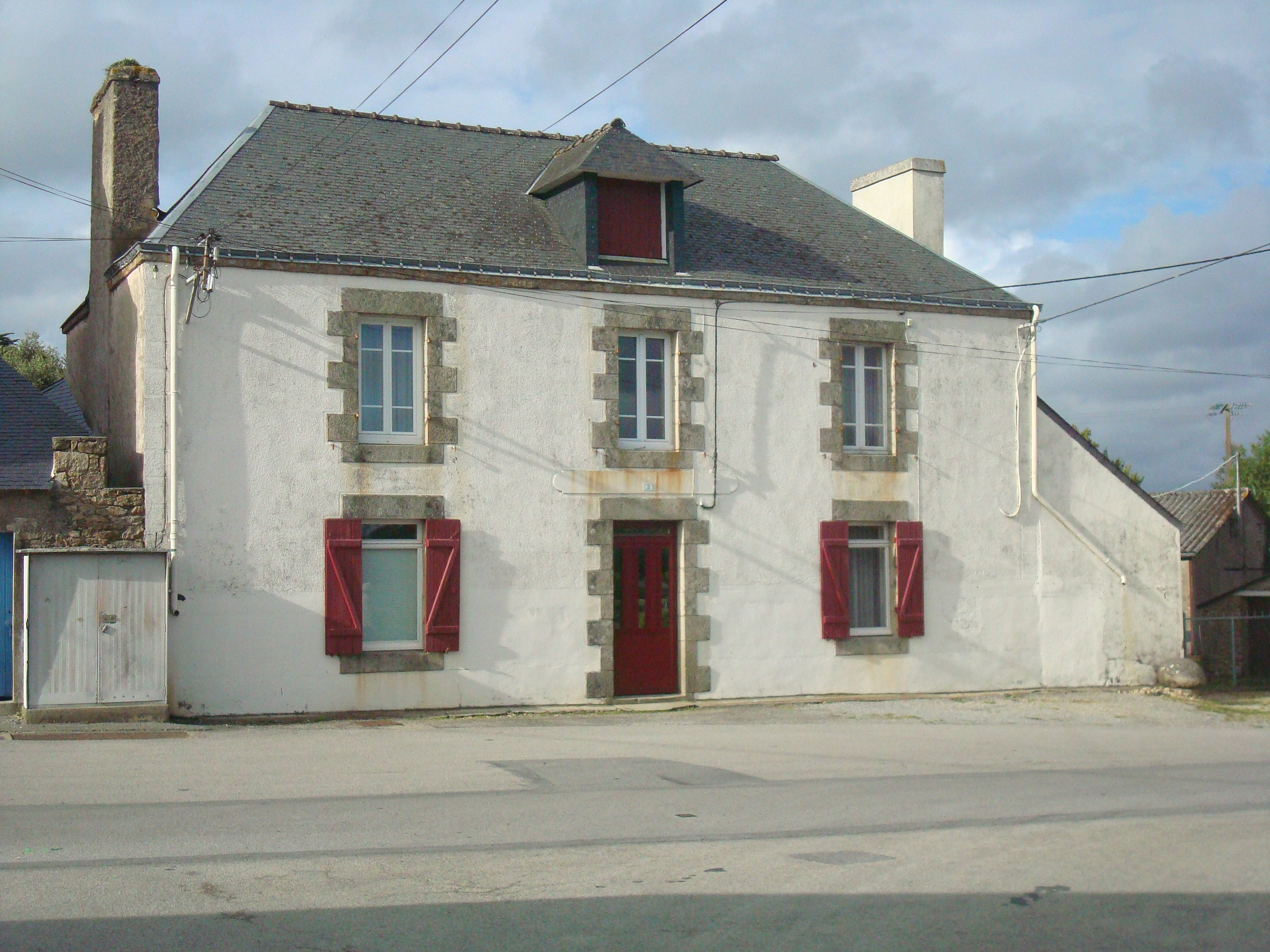
Gemeentehuis
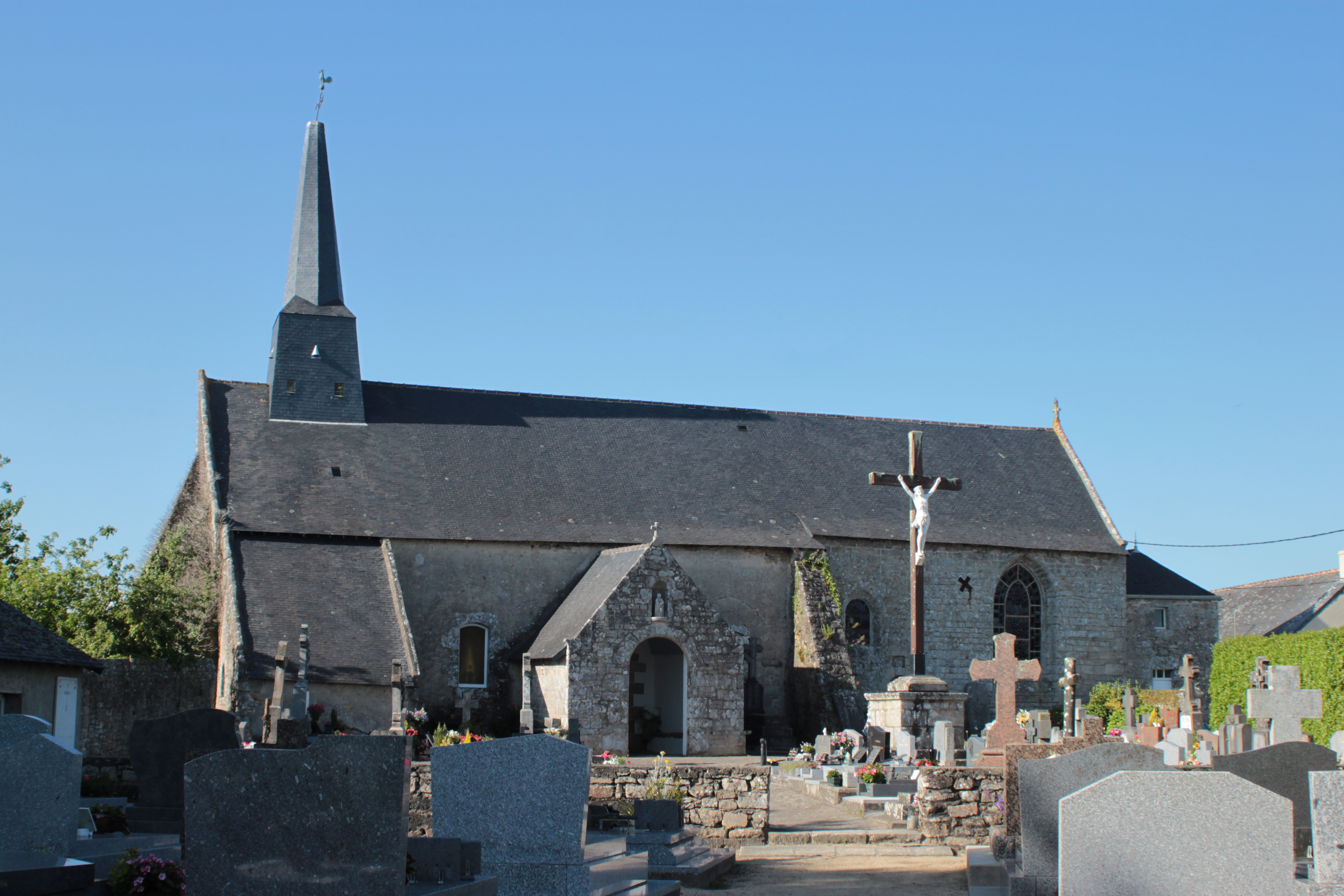
Kerk van St Goal
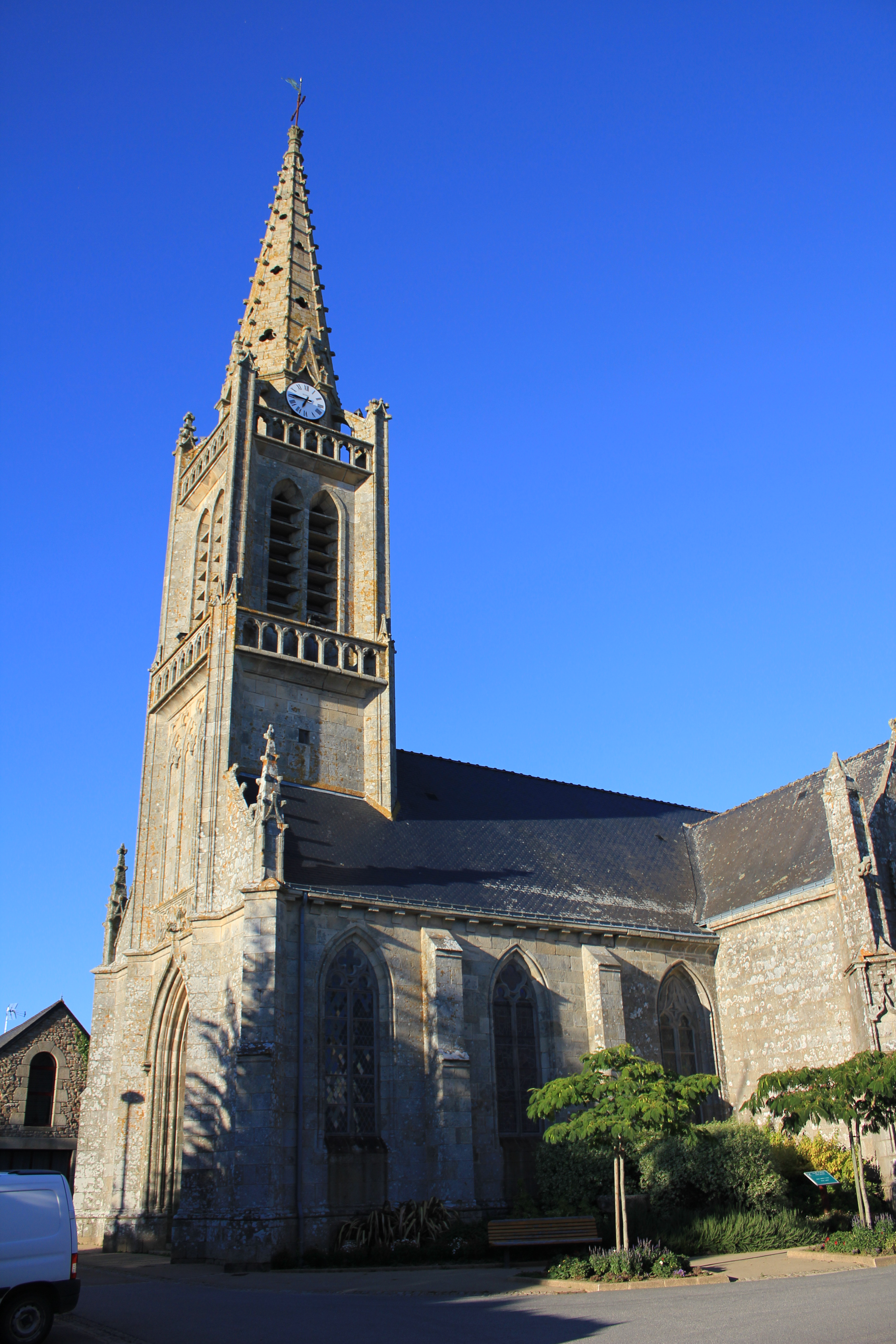
Kerk van St Pierre

## Geografie
De oppervlakte van Locoal-Mendon bedroeg op 1 januari 2022 39,97 vierkante kilometer; de bevolkingsdichtheid was toen 88,3 inwoners per km².

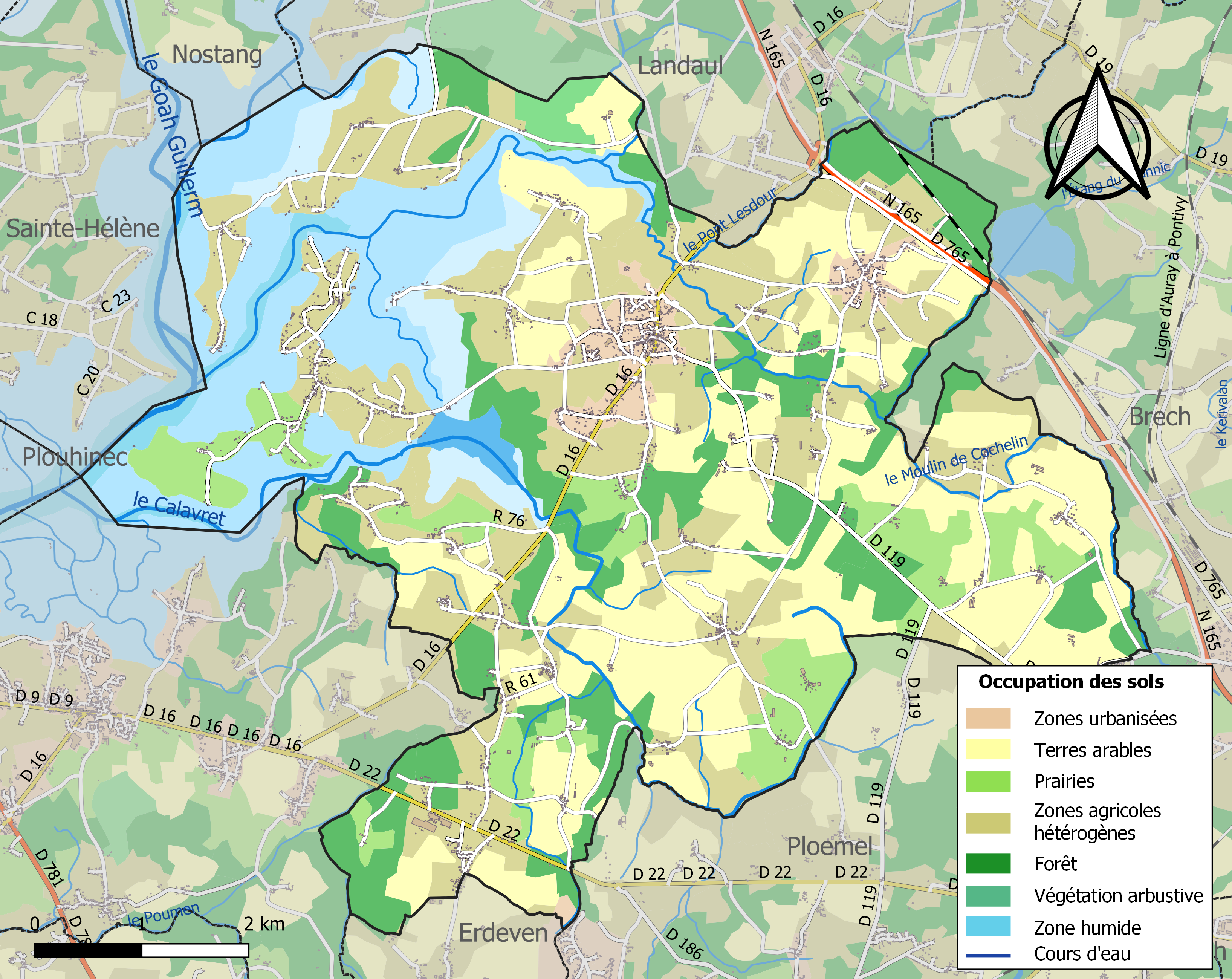
Kaart van de gemeente met de belangrijkste infrastructuur, bodemgebruik en omliggende gemeenten

## Verkeer en vervoer
De spoorweghalte Landaul - Mendon ligt in de aanpalende gemeente Landaul.

## Demografie
Onderstaande figuur toont het verloop van het inwonertal (bron: INSEE-tellingen).